# 安中市立秋間小学校
安中市立秋間小学校（あんなかしりつ あきましょうがっこう）は、群馬県安中市にある安中市立小学校。

## 概要
秋間地区の中心地域にあり、安中榛名駅周辺にあるびゅうヴェルジェ安中榛名等の住宅街も同小学校の学区である。

## 学区
- 秋間地区(第5区を除く。)[1]

## 学校教育目標

### 目指す学校像
- 「笑顔」「輝き」「歌声」のあふれる学校[2]

### 具体目標
- 思いやりのあるあたたかい心の子
- すすんで学び考える子
- 健康でねばり強い子